# 傑克·戴維斯
傑克·艾默生·戴維斯（英語：Jack Emerson Davis）是一位美國歷史學家及作家，現任佛羅里達大學人文學科羅斯曼家庭講座教授，專攻環境史與可持續性研究。2002年至2003年，他曾以傅爾布萊特獎學金於約旦安曼的約旦大學授課。
他著有《The Gulf: The Making of an American Sea》，該書於2018年榮獲普利策歷史獎。他還撰寫了《An Everglades Providence: Marjory Stoneman Douglas and the American Environmental Century》，這是一部關於馬喬里·斯通曼·道格拉斯與佛羅里達大沼澤地的雙傳記；以及《Race Against Time: Culture and Separation in Natchez since 1930》。他與雷蒙·阿塞諾共同編輯了《Paradise Lost?: The Environmental History of Florida》，是一本關於佛羅里達環境史的文章集。

## 生平
戴維斯於1985年和1989年分別獲得南佛羅里達大學的學士學位和碩士學位，並於1994年獲得布蘭代斯大學的博士學位。在加入佛羅里達大學任教之前，他曾在阿拉巴馬大學伯明翰分校任教，並擔任環境研究的主任。他也曾在埃克德學院授課。
他的著作《Race Against Time: Culture and Separation in Natchez Since 1930》獲得2001年最佳南方歷史書籍的Charles S. Sydnor獎。《An Everglades Providence》（2009年）獲得佛羅里達圖書獎非小說類金獎。.《The Gulf: The Making of an American Sea》除了贏得普利策獎外，還獲得2017年柯克斯非小說類獎，並入圍國家書評人協會獎。這本書涵蓋了從地質形成至現代（2016年）的墨西哥灣歷史。
他的其他作品包括《The Wide Brim: Early Poems and Ponderings of Marjory Stoneman Douglas》（2002年）；與Kari Frederickson共同編輯的《Making Waves: Female Activists in Twentieth-Century Florida》（2003年）；以及《The Civil Rights Movement》（2000年）。